# Lecelles
Lecelles és un municipi francès, situat a la regió dels Alts de França, al departament del Nord. L'any 2006 tenia 2.773 habitants. Limita al nord amb Brunehaut, al nord-est amb Maulde, a l'est amb Thun-Saint-Amand i Nivelle, al sud amb Saint-Amand-les-Eaux, al sud-oest amb Rosult, a l'oest amb Saméon i al nord-oest amb Rumegies

## Demografia
| 1962                                       | 1968  | 1975  | 1982  | 1990  | 1999  | 2006  |
| ------------------------------------------ | ----- | ----- | ----- | ----- | ----- | ----- |
| 2.095                                      | 2.152 | 2.356 | 2.402 | 2.563 | 2.662 | 2.773 |
| Des de 1962: població sense dobles comptes |       |       |       |       |       |       |

## Administració
| Període | Identitat      | Partit |
| ------- | -------------- | ------ |
| 2001-   | Edith Hourdeau |        |